# Hänssler
Hänssler-Verlag ili samo Hänssler njemačka je diskografska kuća, koju je 1919. godine osnovao Friedrich Hänssler stariji u svrhu izdavanja isključivo crkvene glazbe. Od 1972. godine kuća izdaje i zvučne zapise jazz, klasične i suvremene glazbe. Sjedište tvrtke nalazi se u mjestu Holzgerlingen, u njemačkoj saveznoj pokrajini Baden-Württemberg.
Hänssler Classic je podružnica tvrtke koju je osnovao Friedrich Hänssler mlađi 1975., u svrhu izdavanja zvučnih zapisa s područja klasične glazbe. Također, diskografska kuća surađuje s regionalnim radijom "Südwestrundfunk", koji ima svoj zbor, orkestar i Big Band. Kuća surađuje i s Međunaordnom Bach Akademijom u Stuttgartu, koju je 1981. godine osnovao njemački dirigent Helmuth Rilling, s kojom su ostvarili preko 250 produkcija i snimanja. 
2002. godine Hänssler je postao dio evangeličke zaklade SCM (njem. Stiftung Christliche Medien). 

### Izvođači
- Kölnski simfonijski orkestar[4][5]